# Evgeni Mikeladze
Evgeni Semiónovitch Mikeladze (em georgiano: ევგენი მიქელაძე; em russo: Евгений Семёнович Микеладзе; Bacu, 27 de julho de 1903 — Tbilisi, 1937) foi um maestro georgiano.

## Biografia
Mikeladze nasceu em Bacu, à época parte do Império Russo e atualmente capital do Azerbaijão. Ainda na infância, mudou-se com sua família, de origem georgiana, para Tbilisi. Desde jovem teve contato com a música, aprendendo a tocar diversos instrumentos de sopro, incluindo trompete e trompa. Estudou em classes musicais na Escola de Cadetes de Tbilisi, na Escola Real e no Conservatório Estatal de Tiblíssi, onde iniciou formação em composição.
Na segunda metade da década de 1920, decidiu-se pela regência e, em 1927, ingressou no Conservatório de Leningrado, onde foi aluno dos maestros Nikolai Malko e Alexander Gauk, que mais tarde dirigiriam a Filarmônica de Leningrado.
Em 1931, retornou a Tbilisi, onde passou a atuar como regente. Dois anos depois, em 1933, fundou e assumiu a direção da Orquestra Sinfônica Estatal da Geórgia. Ainda naquele ano, regeu um concerto com participação do compositor Sergei Prokofiev. Em 1934, foi nomeado maestro titular do Teatro Estatal de Ópera e Balé Zakharia Paliashvili, permanecendo no cargo até 1937. Em 1936, foi agraciado com o título de Artista Honorário da República Socialista Soviética da Geórgia.
Em novembro de 1937, após casar-se com Ketevan Orakhelashvili, filha do dirigente bolchevique Mamia Orakhelashvili, ele e sua esposa foram presos durante os expurgos stalinistas. Mikeladze foi submetido a 48 dias de interrogatórios conduzidos por Bogdan Kobulov. Segundo um relato, também teria sido interrogado por Lavrenti Beria, a quem reconheceu pela voz, mesmo estando vendado. Em resposta, Beria teria o golpeado na cabeça, deixando-o surdo. Após os interrogatórios, foi condenado à morte por uma troika do NKVD e executado por fuzilamento.
Mikeladze teve dois filhos. Um deles, Vakhtang, tornou-se documentarista e atuou na televisão russa.
Em 1994, a Orquestra Filarmônica da Geórgia passou a adotar oficialmente o nome de Mikeladze em sua denominação institucional.